# Graphopsocus cruciatus

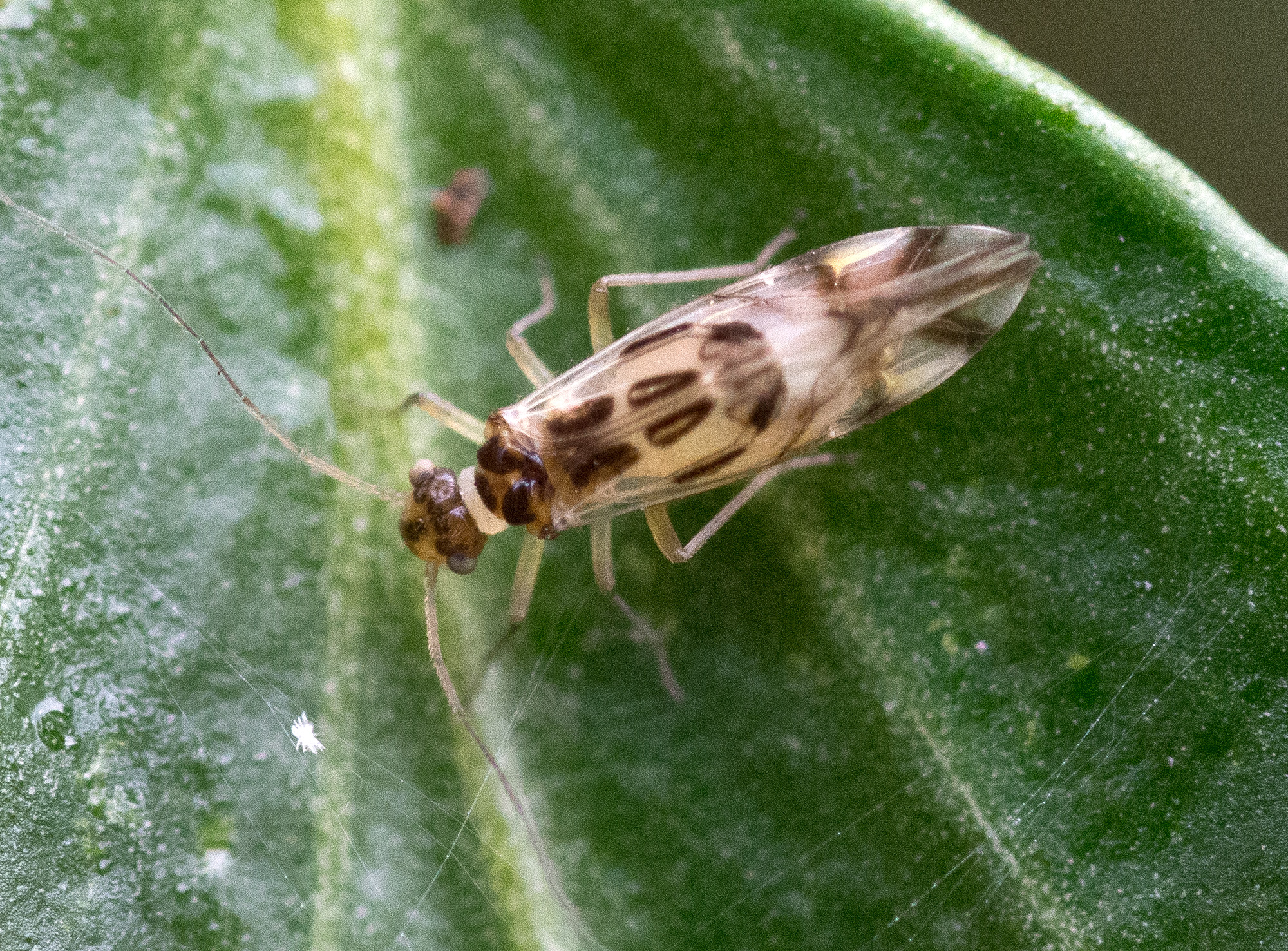
Dorsalansicht

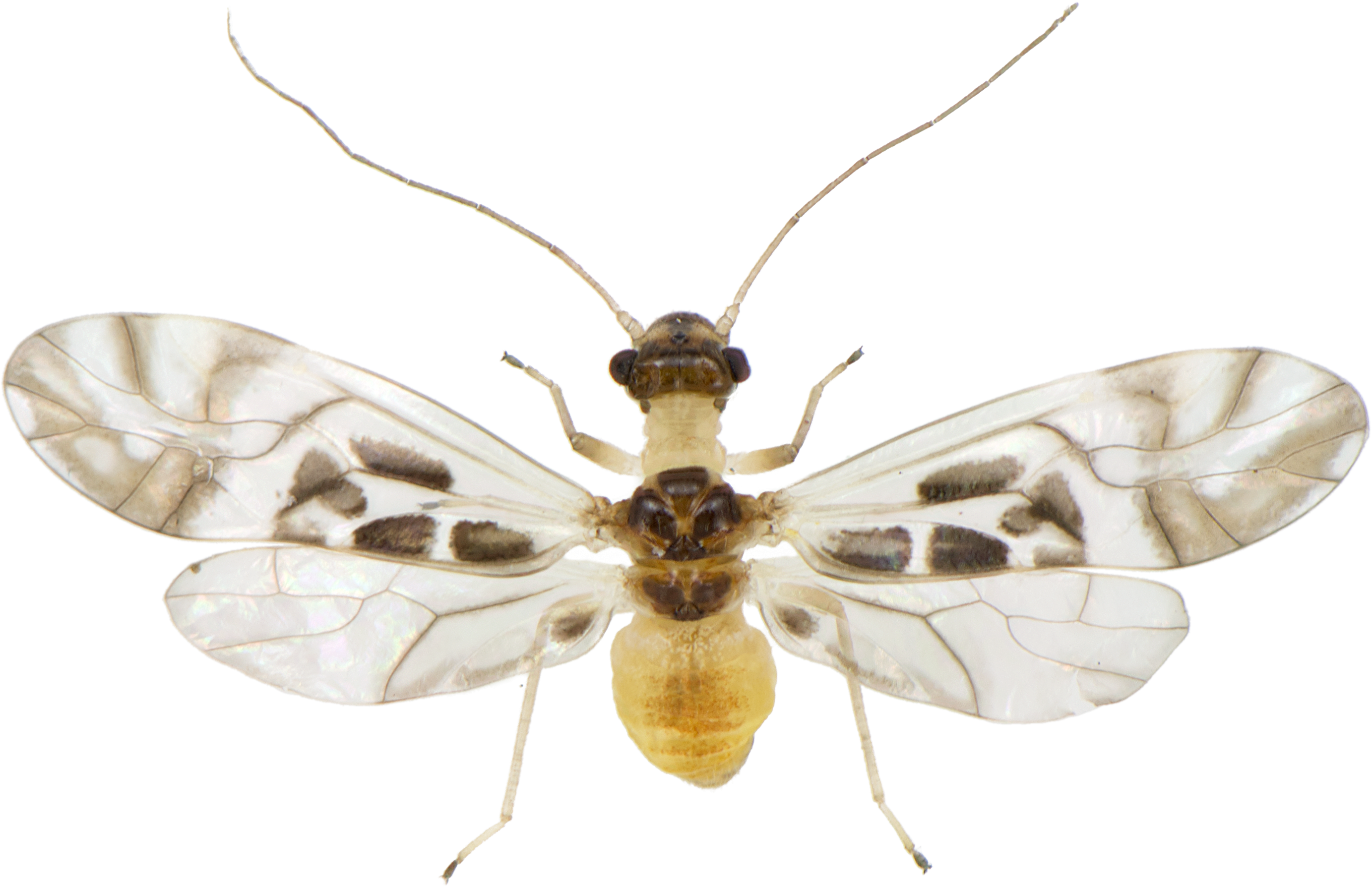
Präparat mit gespannten Flügeln

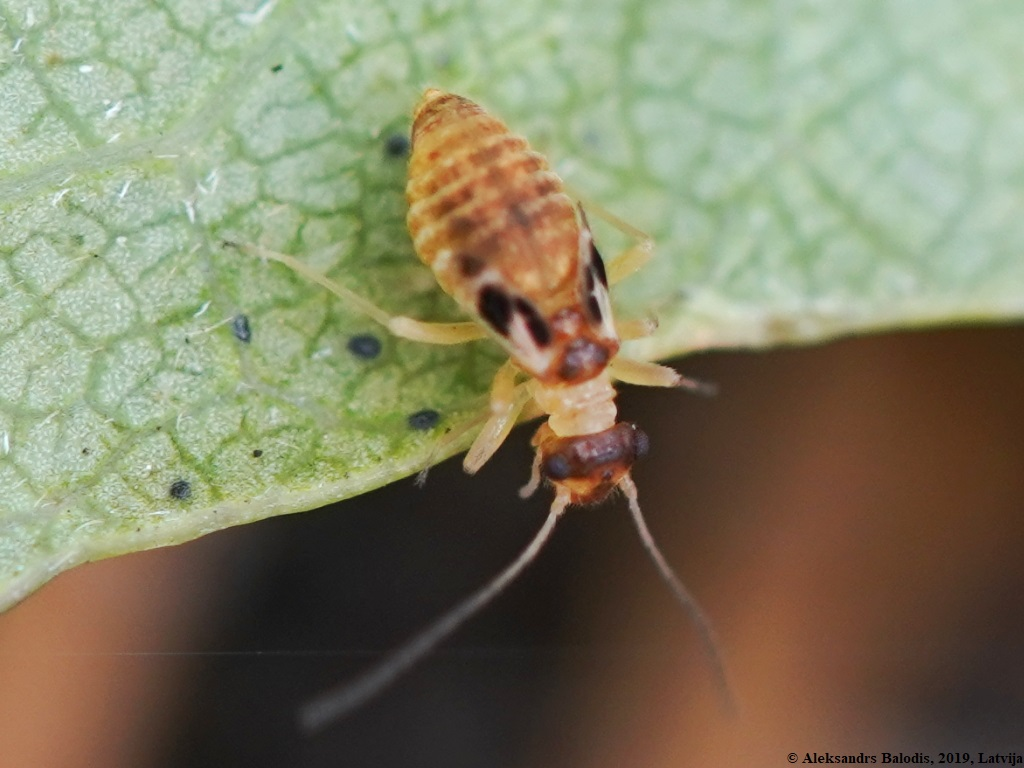
Nymphe

Graphopsocus cruciatus ist eine Staublaus aus der Familie Stenopsocidae.

## Merkmale
Die Insekten erreichen eine Länge von 2 bis 2,9 Millimetern. Die Vorderflügel besitzen eine charakteristische Musterung. Über die Flügel verlaufen vier teilweise miteinander verbundene dunkle Bänder. Die Weibchen weisen häufig verkürzte Flügel auf (brachypter). Der Kopf ist dunkelbraun, der Hinterleib gelb. Die Oberseite des Thorax weist mehrere große dunkelbraune Flecke auf. Der Hals sowie die Beine sind blassgelb.

## Verbreitung und Lebensraum
Die Art ist holarktisch verbreitet. Sie kommt in Europa fast überall vor und gilt hier als eine der häufigsten Staublaus-Arten. Im Norden reicht das Vorkommen in Europa bis nach Fennoskandinavien und auf die Britischen Inseln, im Süden über den Mittelmeerraum bis nach Nordafrika, Madeira und die Kanarischen Inseln. In Nordamerika wurde sie vermutlich in den 1930er Jahren eingeschleppt.

## Lebensweise
Die Staubläuse beobachtet man von Mai bis September. Man findet sie gewöhnlich an Laubgehölzen, wo sie an den Knospen und Blättern saugen. Die Art bildet in Mitteleuropa zwei Generationen im Jahr und überwintert als Imago.
Die Weibchen legen etwa 10–20 Eier auf einem Blatt oder einer anderen Unterlage ab und spinnen im Anschluss ein seidiges Netz über das Eigelege.